# Lynn Sherr
Lynn Sherr (née le 4 mars 1942 à Philadelphie) est une journaliste et auteure américaine, surtout connue comme correspondante du magazine d'information 20/20 d'ABC.
Parmi ses publications se trouvent Swim: Why We Love the Water (2012) et Sally Ride: America's First Woman in Space,, (2014), une biographie de Sally Ride.